# Mistrzostwa Świata w Piłce Nożnej 2026 (eliminacje strefy AFC)
Ten artykuł dotyczy trwającego lub niedawnego wydarzenia sportowego. Informacje w nim zamieszczone mogą się zmienić lub zdezaktualizować wraz z postępem zdarzenia. Początkowe doniesienia, wyniki lub statystyki mogą być niepewne. Ostatnie aktualizacje do tego artykułu mogą nie odzwierciedlać najbardziej aktualnych informacji.
Eliminacje do Mistrzostw Świata w Piłce Nożnej 2026 w strefie AFC, które odbędą się w Kanadzie, Stanach Zjednoczonych oraz Meksyku są jednocześnie eliminacjami do Pucharu Azji 2027. 

## Format
Wraz z rozszerzeniem liczby uczestników Mundialu do 48 drużyn, AFC zdecydowało się zmienić zasady eliminacji. Format rozgrywek ogłoszono 1 sierpnia 2022. Składa się on z pięciu rund, które mają wyłonić 8 uczestników Mistrzostw Świata 2026 oraz uczestnika baraży interkontynentalnych.
- Pierwsza runda – udział weźmie 20 najsłabszych drużyn. Zespoły zajmujące miejsca 27-46 w rankingu FIFA rozegrają ze sobą dwumecz. Zwycięzcy awansują do drugiej rundy, a przegrani stracą szanse na awans na Mistrzostwa Świata 2026.
- Druga runda – zagra 36 zespołów (26 rozstawionych oraz 10 zwycięzców poprzedniej rundy). Zostaną one podzielone na 9 grup czterozespołowych. W losowaniu zespoły z rundy pierwszej zajmą miejsca w ostatnim koszyku (z wyjątkiem jednej umieszczonej w koszyku trzecim). Rozgrywki będą prowadzone systemem każdy z każdym mecz i rewanż. Zespoły z pierwszego oraz drugiego miejsca każdej z grup awansują do rundy trzeciej oraz na Puchar Azji 2027. Reprezentacje z miejsca trzeciego oraz czwartego tracą szanse na awans na Mundial, ale zagrają w eliminacjach do Pucharu Azji 2027.
- Trzecia runda – 18 zespołów z poprzedniej rundy zostanie podzielonych na 3 grupy sześciozespołowe. Zagrają one ze sobą dwumecze każdy z każdym. Drużyny z pierwszego oraz drugiego miejsca (6 reprezentacji) bezpośrednio awansują na Mistrzostwa Świata 2026. Reprezentacje z miejsca trzeciego i czwartego zagrają o awans w rundzie czwartej. Kadry, które zajmą miejsce piąte oraz szóste odpadają z eliminacji.
- Czwarta runda – 6 drużyn z poprzedniej rundy zostanie podzielonych na 2 grupy trzyzespołowe. Rozegrają one spotkania systemem każdy z każdym, ale tylko po jednym meczu (nie dwumecz). Zwycięzcy grup (2 reprezentacje) awansują bezpośrednio na Mundial 2026. Zespoły z drugiego miejsca spotkają się w rundzie piątej. Drużyny z ostatnich miejsc tracą szanse na awans.
- Piąta runda – 2 zespoły z rundy czwartej zagrają ze sobą dwumecz. Zwycięzca pojedynku dostanie się do baraży interkontynentalnych i tam powalczy o awans na Mistrzostwa Świata[2].

## Uczestnicy i ich rozstawienie
W eliminacjach bierze udział wszystkie 46 azjatyckich reprezentacji zrzeszonych w  FIFA. 27 lipca 2023 odbyło się losowanie pierwszej i drugiej rundy kwalifikacji. Poniższa lista uczestników prezentuje rozstawienie drużyn w poszczególnych koszykach tego losowania. W nawiasie podano miejsce w rankingu FIFA z lipca 2023.
| Zaczynają od drugiej rundy | Zaczynają od drugiej rundy | Zaczynają od drugiej rundy | Zaczynają od pierwszej rundy | Zaczynają od pierwszej rundy |
| Koszyk 1 | Koszyk 2 | Koszyk 3 | Koszyk 1 | Koszyk 2 |
| --- | --- | --- | --- | --- |
| 1. Japonia (20) 2. Iran (22) 3. Australia (27) 4. Korea Południowa (28) 5. Arabia Saudyjska (54) 6. Katar (59) 7. Irak (70) 8. Zjednoczone Emiraty Arabskie (72) 9. Oman (73) | 1. Uzbekistan (74) 2. Chiny (80) 3. Jordania (82) 4. Bahrajn (86) 5. Syria (94) 6. Wietnam (95) 7. Palestyna (96) 8. Kirgistan (97) 9. Indie (99) | 1. Liban (100) 2. Tadżykistan (110) 3. Tajlandia (113) 4. Korea Północna (115) 5. Filipiny (135) 6. Malezja (136) 7. Kuwejt (137) 8. Turkmenistan (138) | 1. Hongkong (149) 2. Indonezja (150) 3. Chińskie Tajpej (153) 4. Malediwy (155) 5. Jemen (156) 6. Afganistan (157) 7. Singapur (158) 8. Mjanma (160) 9. Nepal (175) 10. Kambodża (176) | 1. Makau (182) 2. Mongolia (183) 3. Bhutan (185) 4. Laos (187) 5. Bangladesz (189) 6. Brunei (190) 7. Timor Wschodni (192) 8. Pakistan (201) 9. Guam (203) 10. Sri Lanka (204) |

## Terminarz
| Runda          | Nr kolejki     | Termin               |
| -------------- | -------------- | -------------------- |
| Pierwsza runda | Pierwsze mecze | 12 października 2023 |
| Pierwsza runda | Rewanże        | 17 października 2023 |
| Druga runda    | 1.             | 16 listopada 2023    |
| Druga runda    | 2.             | 21 listopada 2023    |
| Druga runda    | 3.             | 21 marca 2024        |
| Druga runda    | 4.             | 26 marca 2024        |
| Druga runda    | 5.             | 6 czerwca 2024       |
| Druga runda    | 6.             | 11 czerwca 2024      |

| Runda         | Nr kolejki | Termin               |
| ------------- | ---------- | -------------------- |
| Trzecia runda | 1.         | 5 września 2024      |
| Trzecia runda | 2.         | 10 września 2024     |
| Trzecia runda | 3.         | 10 października 2024 |
| Trzecia runda | 4.         | 15 października 2024 |
| Trzecia runda | 5.         | 14 listopada 2024    |
| Trzecia runda | 6.         | 19 listopada 2024    |
| Trzecia runda | 7.         | 20 marca 2025        |
| Trzecia runda | 8.         | 25 marca 2025        |
| Trzecia runda | 9.         | 5 czerwca 2025       |
| Trzecia runda | 10.        | 10 czerwca 2025      |

| Runda         | Nr kolejki     | Termin           |
| ------------- | -------------- | ---------------- |
| Czwarta runda | 1.             | Październik 2025 |
| Czwarta runda | 2.             | Październik 2025 |
| Czwarta runda | 3.             | Październik 2025 |
| Piąta runda   | Pierwsze mecze | Listopad 2025    |
| Piąta runda   | Rewanże        | Listopad 2025    |

## Pierwsza runda
20 najsłabszych według rankingu FIFA drużyn rozegrało ze sobą dwumecz. Zwycięzcy awansowali do drugiej rundy. Losowanie odbyło się wraz z losowaniem drugiej rundy, podział na koszyki zaprezentowano w sekcji Uczestnicy i ich rozstawienie.
Dwumecz 1
| 12 października 2023 16:00 (CEST) | Afganistan · Sharza 60' | 1:0(0:0)Raport | Mongolia | Stadion Pamir, Duszanbe (Tadżykistan) Widzów: 1 456 Sędzia: Qasim Matar Al-Hatmi |
|                                   |                         |                |          |                                                                                  |

| 17 października 2023 11:00 (CEST) | Mongolia | 0:1(0:0)Raport | Afganistan · 71' Noor | MFF Football Centre, Ułan Bator Widzów: 2 185 Sędzia: Hassan Akrami |
|                                   |          |                |                       |                                                                     |

 Afganistan wygrał w dwumeczu 2:0 i awansował do II rundy.
Dwumecz 2
| 12 października 2023 13:00 (CEST) | Malediwy · Nazeem 87' | 1:1(0:0)Raport | Bangladesz · 90+2' Uddin | Stadion Narodowy, Male Widzów: 2 555 Sędzia: Vahid Kazemi |
|                                   |                       |                |                          |                                                           |

| 17 października 2023 13:45 (CEST) | Bangladesz · Hossain 11' · Fahim 46' | 2:1(1:1)Raport | Malediwy · 36' Aisham | Bashundhara Kings Arena, Dhaka Widzów: 6 729 Sędzia: Ammar Ebrahim Mahfoodh |
|                                   |                                      |                |                       |                                                                             |

 Bangladesz wygrał w dwumeczu 3:2 i awansował do II rundy.
Dwumecz 3
| 12 października 2023 13:30 (CEST) | Singapur · van Huizen 35' · Mahler 41' | 2:1(2:0)Raport | Guam · 90' Cunliffe | Stadion Narodowy, Singapur Widzów: 10 355 Sędzia: Mohammad Ghabayen |
|                                   |                                        |                |                     |                                                                     |

| 17 października 2023 6:45 (CEST) | Guam | 0:1(0:0)Raport | Singapur · 81' Anuar | GFA National Training Center, Dededo Widzów: 1 000 Sędzia: Hsin-Chuan Chen |
|                                  |      |                |                      |                                                                            |

 Singapur wygrał w dwumeczu 3:1 i awansował do II rundy.
Dwumecz 4
| 12 października 2023 19:00 (CEST) | Jemen · Maher 33' · Al-Gahwashi 67' · al-Matari 90+3' | 3:0(1:0)Raport | Sri Lanka | Stadion Księcia Sultana bin Abdula Aziza, Abha (Arabia Saudyjska) Widzów: 1 526 Sędzia: Nasrullo Kabirov |
|                                   |                                                       |                |           | |

| 17 października 2023 11:30 (CEST) | Sri Lanka · Rathnayake 89' | 1:1Raport | Jemen · 4' al-Matari | Colombo Racecourse, Kolombo Widzów: 3 000 Sędzia: Clifford Daypuyat |
|                                   |                            |           |                      |                                                                     |

 Jemen wygrał w dwumeczu 4:1 i awansował do II rundy.
Dwumecz 5
| 12 października 2023 11:30 (CEST) | Mjanma · Lwin Moe Aung 39', 90+6' · Soe Moe Kyaw 62' · Aung Kaung Mann 81' · Nay Moe Naing 90+2' | 5:1(1:0)Raport | Makau · 55' Torrão | Thuwunna Stadium, Rangun Widzów: 6 213 Sędzia: Pranjal Banerjee |
|                                   |                                                                                                  |                |                    |                                                                 |

| 17 października 2023 13:30 (CEST) | Makau | 0:0(0:0)Raport | Mjanma | Estádio Campo Desportivo, Taipa Widzów: 2 187 Sędzia: Mahmood Al-Majarafi |
|                                   |       |                |        |                                                                           |

 Mjanma wygrała w dwumeczu 5:1 i awansowała do II rundy.
Dwumecz 6
| 12 października 2023 14:00 (CEST) | Kambodża | 0:0(0:0)Raport | Pakistan | Stadion Olimpijski, Phnom Penh Widzów: 11 718 Sędzia: Baraa Aisha |
|                                   |          |                |          |                                                                   |

| 17 października 2023 13:00 (CEST) | Pakistan · Hamid 68' | 1:0(0:0)Raport | Kambodża | Stadion Jinnah, Islamabad Widzów: 9 562 Sędzia: Feras Taweel |
|                                   |                      |                |          |                                                              |

 Pakistan wygrał w dwumeczu 1:0 i awansował do II rundy.
Dwumecz 7
| 12 października 2023 13:00 (CEST) | Chińskie Tajpej · Yao-Hsing Yu 4', 60' · Chen Ting-Yangn 57' · Ko Yu-Ting 88' | 4:0(1:0)Raport | Timor Wschodni | Stadion Narodowy, Kaohsiung Widzów: 1 894 Sędzia: Ismaeel Habib Ali Ismaeel |
|                                   |                                                                               |                |                |                                                                             |

| 17 października 2023 13:00 (CEST) | Timor Wschodni | 0:3(0:3)Raport | Chińskie Tajpej · 17' Chia-Huang Yu · 18' Yen-Shu Wu · 26' Ange Kouamé | Stadion Narodowy, Kaohsiung (Tajwan) Widzów: 745 Sędzia: Tejas Nagvenkar |
|                                   |                |                |                                                                        |                                                                          |

 Chińskie Tajpej wygrało w dwumeczu 7:0 i awansowało do II rundy.
Dwumecz 8
| 12 października 2023 14:00 (CEST) | Indonezja · Drajad 7', 72', 90+2' · Ridho 12' · Sananta 62', 67' · | 6:0(2:0)Raport | Brunei | Stadion Gelora Bung Karno, Dżakarta Widzów: 23 318 Sędzia: Bijan Heydari |
|                                   |                                                                    |                |        |                                                                          |

| 17 października 2023 14:15 (CEST) | Brunei | 0:6(0:3)Raport | Indonezja · 6', 44' Caraka · 42' Maulana · 47' (k) Sulaeman · 63' Ridho · 82' Sananta | Stadion Sułtana Hassanala Bolkiaha, Bandar Seri Begawan Widzów: 17 281 Sędzia: Ahmed Al-Ali |
|                                   |        |                |                                                                                       |                                                                                             |

 Indonezja wygrała w dwumeczu 12:0 i awansowała do II rundy.
Dwumecz 9
| 12 października 2023 14:00 (CEST) | Hongkong · Michael Udebuluzor 10', 16' · Shinichi Chan 28' · Norbu 35' (sam.) | 4:0(4:0)Raport | Bhutan | Hong Kong Stadium, Hongkong Widzów: 10 259 Sędzia: Razlan Joffri Ali |
|                                   |                                                                               |                |        |                                                                      |

| 17 października 2023 14:00 (CEST) | Bhutan · Gyeltshen 28' · Chogyal 47' | 2:0(1:0)Raport | Hongkong | Changlimithang, Thimphu Widzów: 5 300 Sędzia: Thoriq Alkatiri |
|                                   |                                      |                |          |                                                               |

 Hongkong wygrała w dwumeczu 4:2 i awansował do II rundy.
Dwumecz 10
| 12 października 2023 13:45 (CEST) | Nepal · Bista 48' | 1:1(0:1)Raport | Laos · 33' Bounkong | Stadion Dasarath Rangasala, Katmandu Widzów: 11 235 Sędzia: Gamini Nivon Robesh |
|                                   |                   |                |                     |                                                                                 |

| 17 października 2023 14:00 (CEST) | Laos | 0:1(0:0)Raport | Nepal · 53' Dangi | Nowy Stadion Narodowy, Wientian Widzów: 9 772 Sędzia: Ali Reda |
|                                   |      |                |                   |                                                                |

 Nepal wygrał w dwumeczu 2:1 i awansował do II rundy.

## Druga runda
W tej rundzie weźmie udział 10 zespołów z poprzedniej rundy oraz 26 najwyżej notowanych zespołów strefy AFC według rankingu FIFA. Zostaną one podzielone na dziewięć grup. Każda z grup liczy cztery zespoły. Zwycięzcy grup oraz zespoły z drugich miejsc awansują do kolejnej rundy. Losowanie odbyło się wraz z losowaniem pierwszej rundy, podział na koszyki zaprezentowano w sekcji Uczestnicy i ich rozstawienie.

### Grupa A
| Lp. | Drużyna    | M | Z | R | P | B+ | B– | +/– | Pkt | Kwalifikacja            |     | Katar | Kuwejt | Indie |     |
| --- | ---------- | - | - | - | - | -- | -- | --- | --- | ----------------------- | --- | ----- | ------ | ----- | --- |
| 1   | Katar      | 6 | 5 | 1 | 0 | 18 | 3  | +15 | 16  | Awans do trzeciej rundy |     |       | 3–0    | 2–1   | 8–1 |
| 2   | Kuwejt     | 6 | 2 | 1 | 3 | 6  | 6  | 0   | 7   | Awans do trzeciej rundy |     | 1–2   |        | 0–1   | 1–0 |
| 3   | Indie      | 6 | 1 | 2 | 3 | 3  | 7  | −4  | 5   |                         |     | 0–3   | 0–0    |       | 1–2 |
| 4   | Afganistan | 6 | 1 | 2 | 3 | 3  | 14 | −11 | 5   |                         | 0–0 | 0–4   | 0–0    |       |     |

### Grupa B
| Lp. | Drużyna        | M | Z | R | P | B+ | B– | +/– | Pkt | Kwalifikacja            |     | Japonia | Korea Północna | Syria | Mjanma |
| --- | -------------- | - | - | - | - | -- | -- | --- | --- | ----------------------- | --- | ------- | -------------- | ----- | ------ |
| 1   | Japonia        | 6 | 6 | 0 | 0 | 24 | 0  | +24 | 18  | Awans do trzeciej rundy |     |         | 1–0            | 5–0   | 5–0    |
| 2   | Korea Północna | 6 | 3 | 0 | 3 | 11 | 7  | +4  | 9   | Awans do trzeciej rundy |     | 0–3     |                | 1–0   | 4–1    |
| 3   | Syria          | 6 | 2 | 1 | 3 | 9  | 12 | −3  | 7   |                         |     | 0–5     | 1–0            |       | 7–0    |
| 4   | Mjanma         | 6 | 0 | 1 | 5 | 3  | 28 | −25 | 1   |                         | 0–5 | 1–6     | 1–1            |       |        |

1. ↑  Japonia wygrała 3–0 przez walkower, po tym jak Korea Północna odmówiła organizacji meczu z obawy przed rozprzestrzenianiem się choroby w Japonii.

### Grupa C
| Lp. | Drużyna          | M | Z | R | P | B+ | B– | +/– | Pkt | Kwalifikacja            |     | Korea Południowa |     | Tajlandia | Singapur |
| --- | ---------------- | - | - | - | - | -- | -- | --- | --- | ----------------------- | --- | ---------------- | --- | --------- | -------- |
| 1   | Korea Południowa | 6 | 5 | 1 | 0 | 20 | 1  | +19 | 16  | Awans do trzeciej rundy |     |                  | 1–0 | 1–1       | 5–0      |
| 2   | Chiny            | 6 | 2 | 2 | 2 | 9  | 9  | 0   | 8   | Awans do trzeciej rundy |     | 0–3              |     | 1–1       | 4–1      |
| 3   | Tajlandia        | 6 | 2 | 2 | 2 | 9  | 9  | 0   | 8   |                         |     | 0–3              | 1–2 |           | 3–1      |
| 4   | Singapur         | 6 | 0 | 1 | 5 | 5  | 24 | −19 | 1   |                         | 0–7 | 2–2              | 1–3 |           |          |

1. 1 2  Mecze bezpośrednie, punkty: Chiny 4, Tajlandia 1

### Grupa D
| Lp. | Drużyna         | M | Z | R | P | B+ | B– | +/– | Pkt | Kwalifikacja            |     | Oman | Kirgistan | Malezja |     |
| --- | --------------- | - | - | - | - | -- | -- | --- | --- | ----------------------- | --- | ---- | --------- | ------- | --- |
| 1   | Oman            | 6 | 4 | 1 | 1 | 11 | 2  | +9  | 13  | Awans do trzeciej rundy |     |      | 1–1       | 2–0     | 3–0 |
| 2   | Kirgistan       | 6 | 3 | 2 | 1 | 13 | 7  | +6  | 11  | Awans do trzeciej rundy |     | 1–0  |           | 1–1     | 5–1 |
| 3   | Malezja         | 6 | 3 | 1 | 2 | 9  | 9  | 0   | 10  |                         |     | 0–2  | 4–3       |         | 3–1 |
| 4   | Chińskie Tajpej | 6 | 0 | 0 | 6 | 2  | 17 | −15 | 0   |                         | 0–3 | 0–2  | 0–1       |         |     |

### Grupa E
| Lp. | Drużyna      | M | Z | R | P | B+ | B– | +/– | Pkt | Kwalifikacja            |     |     | Uzbekistan | Turkmenistan | Hongkong |
| --- | ------------ | - | - | - | - | -- | -- | --- | --- | ----------------------- | --- | --- | ---------- | ------------ | -------- |
| 1   | Iran         | 6 | 4 | 2 | 0 | 16 | 4  | +12 | 14  | Awans do trzeciej rundy |     |     | 0–0        | 5–0          | 4–0      |
| 2   | Uzbekistan   | 6 | 4 | 2 | 0 | 13 | 4  | +9  | 14  | Awans do trzeciej rundy |     | 2–2 |            | 3–1          | 3–0      |
| 3   | Turkmenistan | 6 | 0 | 2 | 4 | 4  | 14 | −10 | 2   |                         |     | 0–1 | 1–3        |              | 0–0      |
| 4   | Hongkong     | 6 | 0 | 2 | 4 | 4  | 15 | −11 | 2   |                         | 2–4 | 0–2 | 2–2        |              |          |

### Grupa F
| Lp. | Drużyna   | M | Z | R | P | B+ | B– | +/– | Pkt | Kwalifikacja            |     | Irak | Indonezja | Wietnam | Filipiny |
| --- | --------- | - | - | - | - | -- | -- | --- | --- | ----------------------- | --- | ---- | --------- | ------- | -------- |
| 1   | Irak      | 6 | 6 | 0 | 0 | 17 | 2  | +15 | 18  | Awans do trzeciej rundy |     |      | 5–1       | 3–1     | 1–0      |
| 2   | Indonezja | 6 | 3 | 1 | 2 | 8  | 8  | 0   | 10  | Awans do trzeciej rundy |     | 0–2  |           | 1–0     | 2–0      |
| 3   | Wietnam   | 6 | 2 | 0 | 4 | 6  | 10 | −4  | 6   |                         |     | 0–1  | 0–3       |         | 3–2      |
| 4   | Filipiny  | 6 | 0 | 1 | 5 | 3  | 14 | −11 | 1   |                         | 0–5 | 1–1  | 0–2       |         |          |

### Grupa G
| Lp. | Drużyna          | M | Z | R | P | B+ | B– | +/– | Pkt | Kwalifikacja            |     | Jordania | Arabia Saudyjska | Tadżykistan | Pakistan |
| --- | ---------------- | - | - | - | - | -- | -- | --- | --- | ----------------------- | --- | -------- | ---------------- | ----------- | -------- |
| 1   | Jordania         | 6 | 4 | 1 | 1 | 16 | 4  | +12 | 13  | Awans do trzeciej rundy |     |          | 0–2              | 3–0         | 7–0      |
| 2   | Arabia Saudyjska | 6 | 4 | 1 | 1 | 12 | 3  | +9  | 13  | Awans do trzeciej rundy |     | 1–2      |                  | 1–0         | 4–0      |
| 3   | Tadżykistan      | 6 | 2 | 2 | 2 | 11 | 7  | +4  | 8   |                         |     | 1–1      | 1–1              |             | 3–0      |
| 4   | Pakistan         | 6 | 0 | 0 | 6 | 1  | 26 | −25 | 0   |                         | 0–3 | 0–3      | 1–6              |             |          |

### Grupa H
| Lp. | Drużyna                      | M | Z | R | P | B+ | B– | +/– | Pkt | Kwalifikacja            |     | Zjednoczone Emiraty Arabskie | Bahrajn | Jemen | Nepal |
| --- | ---------------------------- | - | - | - | - | -- | -- | --- | --- | ----------------------- | --- | ---------------------------- | ------- | ----- | ----- |
| 1   | Zjednoczone Emiraty Arabskie | 6 | 5 | 1 | 0 | 16 | 2  | +14 | 16  | Awans do trzeciej rundy |     |                              | 1–1     | 2–1   | 4–0   |
| 2   | Bahrajn                      | 6 | 3 | 2 | 1 | 11 | 3  | +8  | 11  | Awans do trzeciej rundy |     | 0–2                          |         | 0–0   | 3–0   |
| 3   | Jemen                        | 6 | 1 | 2 | 3 | 5  | 9  | −4  | 5   |                         |     | 0–3                          | 0–2     |       | 2–2   |
| 4   | Nepal                        | 6 | 0 | 1 | 5 | 2  | 20 | −18 | 1   |                         | 0–4 | 0–5                          | 0–2     |       |       |

### Grupa I
| Lp. | Drużyna    | M | Z | R | P | B+ | B– | +/– | Pkt | Kwalifikacja            |     | Australia |     | Liban | Bangladesz |
| --- | ---------- | - | - | - | - | -- | -- | --- | --- | ----------------------- | --- | --------- | --- | ----- | ---------- |
| 1   | Australia  | 6 | 6 | 0 | 0 | 22 | 0  | +22 | 18  | Awans do trzeciej rundy |     |           | 5–0 | 2–0   | 7–0        |
| 2   | Palestyna  | 6 | 2 | 2 | 2 | 6  | 6  | 0   | 8   | Awans do trzeciej rundy |     | 0–1       |     | 0–0   | 5–0        |
| 3   | Liban      | 6 | 1 | 3 | 2 | 5  | 8  | −3  | 6   |                         |     | 0–5       | 0–0 |       | 4–0        |
| 4   | Bangladesz | 6 | 0 | 1 | 5 | 1  | 20 | −19 | 1   |                         | 0–2 | 0–1       | 1–1 |       |            |

## Trzecia runda
W tej rundzie weźmie udział 18 zespołów (9 zwycięzców grup oraz zespołów z drugich miejsc) z poprzedniej rundy. Zostaną one podzielone na trzy grupy. Każda z grup liczy sześć zespołów. Dwie najlepsze drużyny z grup wywalczą bezpośredni awans do finałów MŚ 2026, natomiast zespoły z trzecich i czwartych miejsc awansują do rundy czwartej.

### Uczestnicy i ich rozstawienie
W trzeciej rundzie bierze udział 18 azjatyckich reprezentacji, które zajęły pierwsze lub drugie miejsce w swojej grupie w rundzie drugiej. 27 czerwca 2024 odbyło się losowanie trzeciej rundy kwalifikacji. Poniższa lista uczestników prezentuje rozstawienie drużyn w poszczególnych koszykach tego losowania. W nawiasie podano miejsce w rankingu FIFA z czerwca 2024.
| Koszyk 1                                                       | Koszyk 2                                        | Koszyk 3                                                  |
| -------------------------------------------------------------- | ----------------------------------------------- | --------------------------------------------------------- |
| - Japonia (17) - Iran (20) - Korea Południowa (22)             | - Australia (23) - Katar (35) - Irak (55)       | - Arabia Saudyjska (56) - Uzbekistan (62) - Jordania (68) |
| Koszyk 4                                                       | Koszyk 5                                        | Koszyk 6                                                  |
| - Zjednoczone Emiraty Arabskie (69) - Oman (76) - Bahrajn (81) | - Chiny (88) - Palestyna (95) - Kirgistan (101) | - Korea Północna (110) - Indonezja (134) - Kuwejt (137)   |

### Grupa A
| Lp. | Drużyna                      | M  | Z | R | P | B+ | B– | +/– | Pkt |                                  |     |     | Uzbekistan | Zjednoczone Emiraty Arabskie | Katar | Kirgistan | Korea Północna |
| --- | ---------------------------- | -- | - | - | - | -- | -- | --- | --- | -------------------------------- | --- | --- | ---------- | ---------------------------- | ----- | --------- | -------------- |
| 1   | Iran                         | 10 | 7 | 2 | 1 | 19 | 8  | +11 | 23  | Awans na Mistrzostwa Świata 2026 |     |     | 2–2        | 2–0                          | 4–1   | 1–0       | 3–0            |
| 2   | Uzbekistan                   | 10 | 6 | 3 | 1 | 14 | 7  | +7  | 21  | Awans na Mistrzostwa Świata 2026 |     | 0–0 |            | 1–0                          | 3–0   | 1–0       | 1–0            |
| 3   | Zjednoczone Emiraty Arabskie | 10 | 4 | 3 | 3 | 15 | 8  | +7  | 15  | Awans do czwartej rundy          |     | 0–1 | 0–0        |                              | 5–0   | 3–0       | 1–1            |
| 4   | Katar                        | 10 | 4 | 1 | 5 | 17 | 24 | −7  | 13  | Awans do czwartej rundy          |     | 1–0 | 3–2        | 1–3                          |       | 3–1       | 5–1            |
| 5   | Kirgistan                    | 10 | 2 | 2 | 6 | 12 | 18 | −6  | 8   |                                  |     | 2–3 | 2–3        | 1–1                          | 3–1   |           | 1–0            |
| 6   | Korea Północna               | 10 | 0 | 3 | 7 | 9  | 21 | −12 | 3   |                                  | 2–3 | 0–1 | 1–2        | 2–2                          | 2–2   |           |                |

### Grupa B
| Lp. | Drużyna          | M  | Z | R | P | B+ | B– | +/– | Pkt |                                  |     | Korea Południowa | Jordania | Irak | Oman |     | Kuwejt |
| --- | ---------------- | -- | - | - | - | -- | -- | --- | --- | -------------------------------- | --- | ---------------- | -------- | ---- | ---- | --- | ------ |
| 1   | Korea Południowa | 10 | 6 | 4 | 0 | 20 | 7  | +13 | 22  | Awans na Mistrzostwa Świata 2026 |     |                  | 1–1      | 3–2  | 1–1  | 0–0 | 4–0    |
| 2   | Jordania         | 10 | 4 | 4 | 2 | 16 | 8  | +8  | 16  | Awans na Mistrzostwa Świata 2026 |     | 0–2              |          | 0–1  | 4–0  | 3–1 | 1–1    |
| 3   | Irak             | 10 | 4 | 3 | 3 | 9  | 9  | 0   | 15  | Awans do czwartej rundy          |     | 0–2              | 0–0      |      | 1–0  | 1–0 | 2–2    |
| 4   | Oman             | 10 | 3 | 2 | 5 | 9  | 14 | −5  | 11  | Awans do czwartej rundy          |     | 1–3              | 0–3      | 0–1  |      | 1–0 | 4–0    |
| 5   | Palestyna        | 10 | 2 | 4 | 4 | 10 | 13 | −3  | 10  |                                  |     | 1–1              | 1–3      | 2–1  | 1–1  |     | 2–2    |
| 6   | Kuwejt           | 10 | 0 | 5 | 5 | 7  | 21 | −14 | 5   |                                  | 1–3 | 1–1              | 0–0      | 0–1  | 0–2  |     |        |

### Grupa C
| Lp. | Drużyna          | M  | Z | R | P | B+ | B– | +/– | Pkt |                                  |     | Japonia | Australia | Arabia Saudyjska | Indonezja |     | Bahrajn |
| --- | ---------------- | -- | - | - | - | -- | -- | --- | --- | -------------------------------- | --- | ------- | --------- | ---------------- | --------- | --- | ------- |
| 1   | Japonia          | 10 | 7 | 2 | 1 | 30 | 3  | +27 | 23  | Awans na Mistrzostwa Świata 2026 |     |         | 1–1       | 0–0              | 6–0       | 7–0 | 2–0     |
| 2   | Australia        | 10 | 5 | 4 | 1 | 16 | 7  | +9  | 19  | Awans na Mistrzostwa Świata 2026 |     | 1–0     |           | 0–0              | 5–1       | 3–1 | 0–1     |
| 3   | Arabia Saudyjska | 10 | 3 | 4 | 3 | 7  | 8  | −1  | 13  | Awans do czwartej rundy          |     | 0–2     | 1–2       |                  | 1–1       | 1–0 | 0–0     |
| 4   | Indonezja        | 10 | 3 | 3 | 4 | 9  | 20 | −11 | 12  | Awans do czwartej rundy          |     | 0–4     | 0–0       | 2–0              |           | 1–0 | 1–0     |
| 5   | Chiny            | 10 | 3 | 0 | 7 | 7  | 20 | −13 | 9   |                                  |     | 1–3     | 0–2       | 1–2              | 2–1       |     | 1–0     |
| 6   | Bahrajn          | 10 | 1 | 3 | 6 | 5  | 16 | −11 | 6   |                                  | 0–5 | 2–2     | 0–2       | 2–2              | 0–1       |     |         |

## Czwarta runda
W tej rundzie weźmie udział 6 zespołów (zespoły z trzecich i czwartych miejsc) z poprzedniej rundy. Zostaną one podzielone na dwie grupy. Każda z grup liczy trzy zespoły. Zwycięzcy grup wywalczą bezpośredni awans do finałów MŚ 2026, natomiast zespoły z drugich miejsc awansują do piątej rundy.

### Uczestnicy i ich rozstawienie
17 lipca 2025 odbyło się losowanie grup czwartej rundy. Poniższa lista uczestników prezentuje rozstawienie drużyn w poszczególnych koszykach tego losowania. W nawiasie podano miejsce w rankingu FIFA z lipca 2025.
| Koszyk 1                             | Koszyk 2                                        | Koszyk 3                      |
| ------------------------------------ | ----------------------------------------------- | ----------------------------- |
| - Katar (53) - Arabia Saudyjska (58) | - Irak (59) - Zjednoczone Emiraty Arabskie (66) | - Oman (79) - Indonezja (118) |

### Grupa A
| Lp. | Drużyna                      | M | Z | R | P | B+ | B– | +/– | Pkt |                                  |  | Katar | Zjednoczone Emiraty Arabskie | Oman   |
| --- | ---------------------------- | - | - | - | - | -- | -- | --- | --- | -------------------------------- |  | ----- | ---------------------------- | ------ |
| 1   | Katar                        | 0 | 0 | 0 | 0 | 0  | 0  | 0   | 0   | Awans na Mistrzostwa Świata 2026 |  |       | 14 paź                       |        |
| 2   | Zjednoczone Emiraty Arabskie | 0 | 0 | 0 | 0 | 0  | 0  | 0   | 0   | Awans do piątej rundy            |  |       |                              | 11 paź |
| 3   | Oman                         | 0 | 0 | 0 | 0 | 0  | 0  | 0   | 0   |                                  |  | 8 paź |                              |        |

### Grupa B
| Lp. | Drużyna          | M | Z | R | P | B+ | B– | +/– | Pkt |                                  |  | Arabia Saudyjska | Irak   | Indonezja |
| --- | ---------------- | - | - | - | - | -- | -- | --- | --- | -------------------------------- |  | ---------------- | ------ | --------- |
| 1   | Arabia Saudyjska | 0 | 0 | 0 | 0 | 0  | 0  | 0   | 0   | Awans na Mistrzostwa Świata 2026 |  |                  | 14 paź |           |
| 2   | Irak             | 0 | 0 | 0 | 0 | 0  | 0  | 0   | 0   | Awans do piątej rundy            |  |                  |        | 11 paź    |
| 3   | Indonezja        | 0 | 0 | 0 | 0 | 0  | 0  | 0   | 0   |                                  |  | 8 paź            |        |           |

## Piąta runda
Dwie drużyny z drugich miejsc grup poprzedniej rundy rozegrają ze sobą dwumecz. Zwycięzca zagra w barażach interkontynentalnych.
| listopada 2025 | A2 | – | B2 |  |
|                |    |   |    |  |

| listopada 2025 | B2 | – | A2 |  |
|                |    |   |    |  |

## Strzelcy
12 goli
- Almoez Ali

10 goli
- Mehdi Taremi
- Son Heung-min

9 goli
- Ali Olwan

8 goli
- Ayman Hussein
- Sardar Azmun
- Ayase Ueda
- Yazan Al-Naimat
- Fábio Lima

7 goli
- Musa Al-Taamari

6 goli
- Kusini Yengi
- Kōki  Ogawa
- Joel Kojo
- Harib Al-Maazmi

5 goli
- Wu Lei
- Mohammad Mohebi
- Daichi Kamada
- Lee Jae-sung
- Lee Kang-in
- Jong Il-gwan
- Yousef Nasser
- Abdulrahman Al-Mushaifri
- Eldor Shomurodov

4 gole
- Saleh Al-Shehri
- Ramadhan Sananta
- Takefusa Kubo
- Takumi Minamino
- Akram Afif
- Hwang Hee-chan
- Oh Hyeon-gyu
- Ri Jo-guk
- Wessam Abou Ali
- Suphanat Mueanta
- Abbosbek Fayzullayev
- Oston Urunov
- Sultan Adil

3 gole
- Firas Al-Buraikan
- Musab Al-Juwayr
- Mitchell Duke
- Craig Goodwin
- Jackson Irvine
- Jamie Maclaren
- Nishan Velupillay
- Mahdi Abduljabbar
- Mohamed Marhoon
- Zhang Yuning
- Yu Yao-hsing
- Dimas Drajad
- Rizky Ridho
- Ole Romeny
- Mahdi Gajedi
- Ritsu Dōan
- Hidemasa Morita
- Ahmed Al-Rawi
- Kai Merk
- Mohammad Daham
- Hasan Matuk
- Muhsen Al-Ghassani
- Issam Al-Sabhi
- Oday Dabbagh
- Omar Kharbin
- Otabek Shukurov
- Ali Mabkhout
- Ali Saleh

2 gole
- Abdulrahman Al-Aboud
- Salem Al-Dawsari
- Hassan Kadesh
- Martin Boyle
- Lewis Miller
- Harry Souttar
- Sayed Baqer
- Wu Yen-shu
- Patrick Reichelt
- Michael Udebuluzor
- Hokky Caraka
- Marselino Ferdinan
- Thom Haye
- Egy Maulana
- Ragnar Oratmangoen
- Mohanad Ali
- Youssef Amyn
- Ibrahim Bayesh
- Ali Jasim
- Sajjad Jassim
- Hosejn Kananizadegan
- Ramin Rezajijan
- Mao Hosoya
- Keito Nakamura
- Yukinari Sugawara
- Mohammed Al-Dahi
- Nasser Al-Gahwashi
- Abdelwasi Al-Matari
- Noor Al-Rawabdeh
- Ahmed Alaaeldin
- Ibrahim Al-Hassan
- Mostafa Meshaal
- Odiłdżon Abdurachmanow
- Güldżigit Ałykułow
- Christian Brauzman
- Walerij Kiczin
- Alimardon Szukurow
- Bae Jun-ho
- Joo Min-kyu
- Oh Se-hun
- Kim Yu-song
- Pak Kwang-hun
- Ri Il-song
- Shabaib Al-Khaldi
- Dion Cools
- Lwin Moe Aung
- Soe Moe Kyaw
- Omar Al-Malki
- Shehab Qunbar
- Zaid Qunbar
- Tamer Seyam
- Shawal Anuar
- Jacob Mahler
- Faris Ramli
- Moayad Ajan
- Alaa Al Dali
- Amadoni Kamolov
- Shahrom Samiev
- Rustam Soirow
- Supachok Sarachat
- Ruslan Mingazow
- Husniddin Aliqulov
- Khojimat Erkinov
- Igor Sergeyev
- Nguyễn Tiến Linh
- Phạm Tuấn Hải
- Yahya Al-Ghassani

1 gol
- Rahmat Akbari
- Sharif Mukhammad
- Farshad Noor
- Jabar Sharza
- Amredin Sharifi
- Abdulrahman Ghareeb
- Ali Lajami
- Abdullah Radif
- Keanu Baccus
- Aziz Behich
- Brandon Borrello
- Ajdin Hrustić
- Nestory Irankunda
- John Iredale
- Connor Metcalfe
- Kye Rowles
- Adam Taggart
- Ismail Abdullatif
- Kamil Al-Aswad
- Mahdi Al-Humaidan
- Ibrahim Al-Khatal
- Abdulla Yusuf Helal
- Ali Madan
- Foysal Ahmed Fahim
- Rakib Hossain
- Shekh Morsalin
- Saad Uddin
- Chencho Gyeltshen
- Lobzang Chogyal
- Behram Abduweli
- Fernandinho
- Lin Liangming
- Wang Shangyuan
- Wang Yudong
- Wei Shihao
- Xie Wenneng
- Chen Ting-yang
- Ko Yu-ting
- Ange Kouamé
- Yu Chia-Huang
- Kevin Ingreso
- Jason Cunliffe
- Everton Camargo
- Shinichi Chan
- Ma Hei Wai
- Anthony Pinto
- Wong Wai
- Lallianzuala Chhangte
- Sunil Chhetri
- Manvir Singh
- Jay Idzes
- Shayne Pattynama
- Saddil Ramdani
- Rafael Struick
- Witan Sulaeman
- Sandy Walsh
- Amir Al-Ammari
- Hussein Ali
- Aldin El-Zubaidi
- Akam Hashim
- Zidane Iqbal
- Osama Rashid
- Bashar Resan
- Zaid Tahseen
- Saleh Hardani
- Amirhossein Hosseinzadeh
- Mohammad Mehdi Mohebi
- Omid Noorafkan
- Wataru Endō
- Kō Itakura
- Junya Itō
- Shūto Machino
- Daizen Maeda
- Kaoru Mitoma
- Ryōya Morishita
- Yūki Sōma
- Ao Tanaka
- Omar Al-Dahi
- Ahmed Maher
- Yazan Abu Arab
- Mohammad Abu Zraiq
- Mahmoud Al-Mardi
- Saed Al-Rosan
- Abdallah Nasib
- Ibrahim Sadeh
- Yusuf Abdurisag
- Tameem Al-Abdullah
- Ahmed Al Ganehi
- Hassan Al-Haydos
- Yousef Aymen
- Lucas Mendes
- Ibrahim Mohammed Ali
- Ró-Ró
- Ernist Batyrkanow
- Kajrat Dżyrgałbek uułu
- Kimi Merk
- Aleksandr Mishchenko
- Eldiyar Zarypbekov
- Cho Gue-sung
- Hwang Ui-jo
- Jung Seung-hyun
- Kim Jin-gyu
- Park Jin-sub
- Choe Ju-Song
- Han Kwang-song
- Kang Kuk-chol
- Ri Hyong-Jin
- Mohammed Abdullah
- Eid Al Rashidi
- Athbi Saleh
- Bounphachan Bounkong
- Nader Matar
- Majed Osman
- Niki Torrão
- Ibrahim Aisham
- Hassan Nazeem
- Wai Lin Aung
- Nay Moe Naing
- Aung Kaung Mann
- Win Naing Tun
- Faisal Halim
- Paulo Josué
- Darren Lok
- Adib Ra'op
- Safawi Rasid
- Anjan Bista
- Sanjeeb Bista
- Manish Dangi
- Gillespye Jung Karki
- Ali Al-Busaidi
- Mohammed Al-Ghafri
- Abdullah Fawaz
- Mataz Saleh
- Harun Hamid
- Rahis Nabi
- Oday Kharoub
- Ameed Mahajneh
- Michel Termanini
- Ikhsan Fandi
- Christopher van Huizen
- Charitha Rathnayake
- Omar Al Somah
- Ibrahim Hesar
- Wahdat Hannonow
- Szerwoni Mabatszojew
- Ehson Pandższanbe
- Manucehr Safarov
- Parwizdżon Umarbajew
- Poramet Arjvirai
- Jaroensak Wonggorn
- Sarach Yooyen
- Meýlis Durdyýew
- Shanazar Tirkishov
- Khojiakbar Alijonov
- Rustam Ashurmatov
- Jaloliddin Masharipov
- Sherzod Nasrullaev
- Azizbek Turgʻunboyev
- Nguyễn Đình Bắc
- Nguyễn Văn Toàn
- Khalifa Al-Hammadi
- Khaled Ibrahim
- Hazem Mohammad
- Marcus Meloni
- Abdullah Ramadan

Gole samobójcze
- Ali Lajami (dla  Chin)
- Cameron Burgess (dla  Japonii)
- Harry Souttar (dla  Bahrajnu)
- Tenzin Norbu (dla  Hongkongu)
- Pan Wen-chieh (dla  Omanu)
- Jordi Amat (dla  Iraku)
- Justin Hubner (dla  Japonii)
- Mehdi Taremi (dla  Korei Północnej)
- Shōgo Taniguchi (dla  Australii)
- Harwan Al-Zubaidi (dla  Bahrajnu)
- Ismaeel Mohammad (dla  Iranu)
- Odiłdżon Abdurachmanow (dla  Malezji)
- Khristiyan Brauzman (dla  Malezji)
- Tamirłan Kozubajew (dla  Kataru)
- Alimardon Szukurow (dla  Omanu)
- Jung Seung-hyun (dla  Omanu)
- Kim Sung-hye (dla  Kirgistanu)
- Kim Yu-song (dla  Kataru)
- Fahed al-Hajri (dla  Korei Południowej)
- Bassel Jradi (dla  Australii)
- Thaer Krouma (dla  Japonii)
- Abdulla Idrees (dla  Jemenu)